# Kundasang

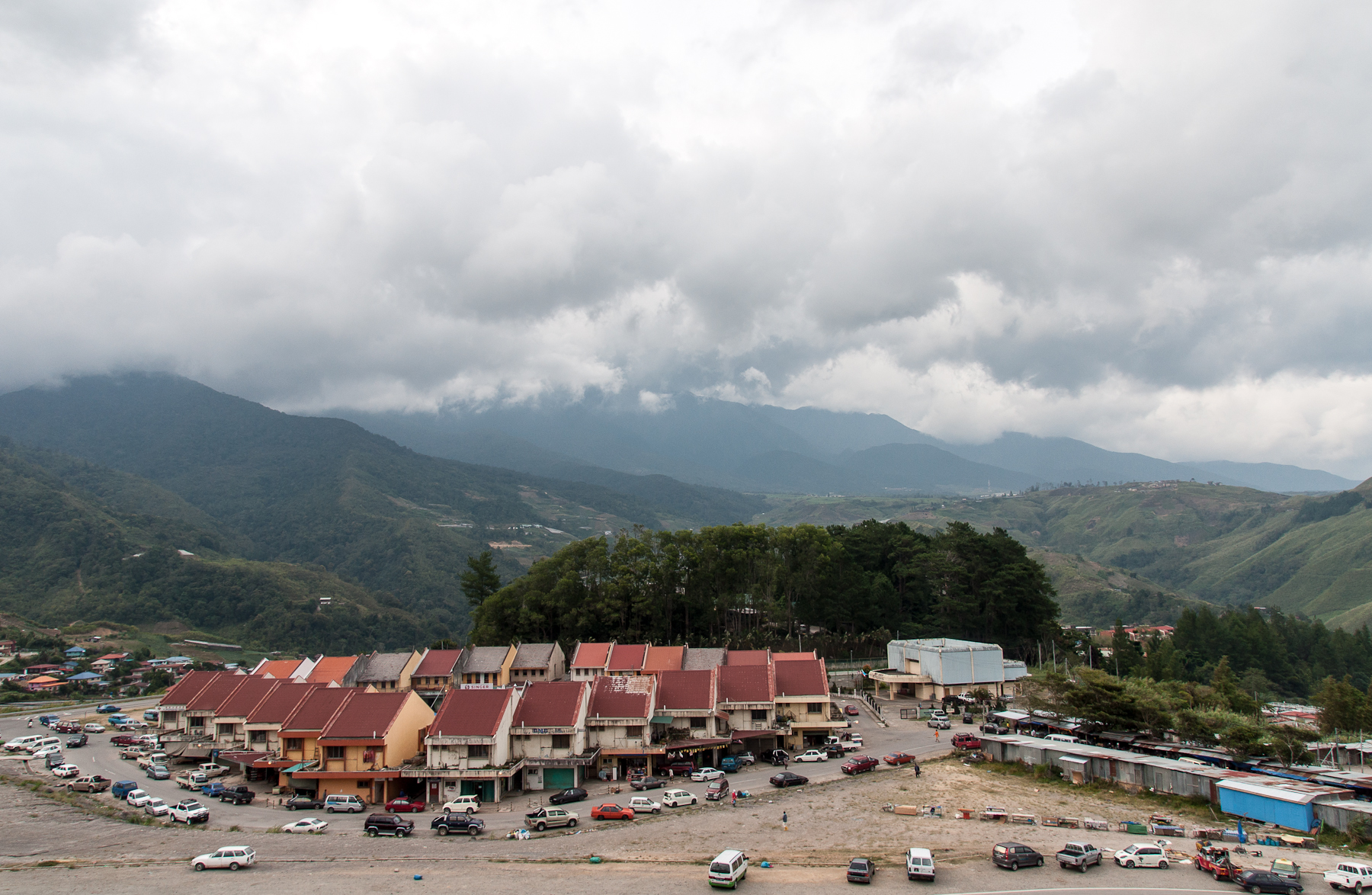
Pekan Kundasang mit War Memorial

Kundasang ist eine Kleinstadt im malaysischen Bundesstaat Sabah. Kundasang liegt im Norden der Insel Borneo am Rande des Kinabalu Nationalparks zwischen Tuaran und Ranau. Die Kleinstadt gehört zum Verwaltungsbezirk Ranau und ist Teil des Gebietes West Coast Division.

## Demographie
Die Bevölkerung besteht hauptsächlich aus Dusun sowie einer größeren Minderheit an Chinesen. Kundasang setzt sich aus insgesamt 18 kampung zusammen:
1. Pekan Kundasang
2. Lembah Permai
3. Cinta Mata
4. Kouluan
5. Masilou
6. Menteki
7. Bambangan
8. Desa Aman
9. Kinasaraban
10. Bundu Tuhan
11. Dumpiring
12. Desa Sunyi (Kundasang Lama)
13. Mohimboyon
14. Nosorob
15. Pinousok
16. Giman
17. Sinisian
18. Keranaan

## Infrastruktur
Kundasang ist über die Nationalstraße A4 an Kota Kinabalu und Sandakan angebunden.

## War Memorial
Das Kundasang War Memorial ist das zentrale Mahnmal Sabahs, das an die britischen und australischen Soldaten erinnert, die im Zweiten Weltkrieg während der Todesmärsche von Sandakan ums Leben kamen oder ermordet wurden.
Das Mahnmal wurde von 1962 bis 1970 auf Initiative des neuseeländischen Majors G. S. Carter (DSO) errichtet. Die in Form eines Fort angelegte Gedenkstätte nach Entwürfen des Architekten J. C. Robinson besteht aus vier miteinander verbundenen Teilen. Die ersten drei parkähnlich angelegten Bereiche symbolisieren die an den Todesmärschen beteiligten Nationen Australien, Großbritannien sowie verschiedene Ethnien Borneos. Im vierten Bereich lädt ein säulenumstandener Pool zum Verweilen und Nachdenken ein.